# Sarıkızlı, Sulakyurt
Sarıkızlı là một xã thuộc huyện Sulakyurt, tỉnh Kırıkkale, Thổ Nhĩ Kỳ. Dân số thời điểm năm 2010 là 329 người.